# Adolfo Canepa
Pour les articles homonymes, voir Canepa.
Adolfo Canepa (né le 17 décembre 1940) est le Ministre en chef de Gibraltar du 8 décembre 1987 au 25 mars 1988.

## Biographie
Adolfo Canepa est né à Londres à l'époque de la Seconde Guerre mondiale, où la majeure partie de la population civile de Gibraltar avait été évacuée. Avant sa participation à la vie politique locale, Canepa était déjà bien connu en tant que membre d’une équipe de professeurs du Gibraltar Grammar School, qui a aidé les Frères des Écoles chrétiennes à former toute une génération de Gibraltariens. Il a ensuite quitté l'enseignement, faisant des sacrifices considérables pour son épouse Julie et sa jeune famille à l'époque, pour se lancer dans la politique.

## Distinctions
- Honorary Freedom of the City of Gibraltar (2021)[1]